# Бегазы-Дандыбаевская культура
Бегазы-Дандыбаевская культура (в археологии) — культура племён, населявших территорию современного Центрального Казахстана последнего периода бронзового века (XIII—IX вв. до н. э.).
Первый исследованный памятник — мавзолей (курган 11) Дандыбай, раскопан в 1934 году М. П. Грязновым.

Название ввёл академик А. Х. Маргулан, исследовавший поселения и курганы Бегазы и другие.
К. А. Акишев выделил дандыбаевский этап андроновской культуры, который являлся результатом развития и эволюции «культуры алакульского этапа».
И. В. Пьянков выделяет носителей Бегазы-дандыбаевской культуры в составе карасукской культуры и её элементов.
Племена, приведшие к расцвету Бегазы-Дандыбаевской культуры, населяли территорию между горами Улытау на западе и Шынгыстау на востоке, от реки Жетиконыр на юге до рек Нура, Сарысу, Кенгир, земли вдоль Иртыша, равнины между горами Кызылтау, Бугылы, Кызыларай, Каркаралы, Баянаула.
Для Бегазы-Дандыбаевской культуры характерны высокие, круглые, прямоугольные мавзолеи знати, построенные из скальных камней (Аксу-Аюлы, Бегазы, Беласар, Дандыбай, Ортау и другие) — относятся к памятникам сложного архитектурного искусства; в погребальной традиции — трупоположение в могиле на боку, руки и ноги согнуты к груди, рядом — оружие и украшения; кувшины с тонким горлышком, украшенные различным орнаментом. Крупные населённые пункты (Кент, Бугылы, Шортанды-Булак, Каркаралы, Аккезен, Улытау и другие) с домами из камня, имеющие 4—6 комнат: чаще — одно-двух комнатные землянки и сборные по типу юрты; сооруженные возвышения для богослужения. Возле крупной стоянки 3—5 маленьких поселений. Поселение Кент с улицами, каменными фундаментами и домами, планировкой занимало площадь 25 га и имеет возраст примерно как и Сарыаркинская пирамида — конец эпохи бронзы.
Основные занятия — скотоводство и земледелие. Религиозное поклонение природным силам (Солнцу, огню, воде и др.). Появились обряды поклонения животным — коням, овцам, верблюдам, волкам, медведям и др. Их изображения, выдолбленные на камне, найдены рядом с захоронениями, стойбищами (Койшокы, Аксу-Аюлы, Кызыларай и другими).
Бегазы-Дандыбаевская культура имела тесные социально-экономические отношения с родственными племенами Южного Урала (замаревская культура), Алтая и Енисея (карасукская культура).
В результате тесного контакта самодийской каракольской культуры с бегазы-дандыбаевской или близкой ей иной ираноязычной культурой (культуры сако-массагетского круга) появились ирано-самодийская пазырыкская культура и раннескифская усть-куюмская группа (затем кара-кобинская культура).